# Saint-Coutant (Deux-Sèvres)
Saint-Coutant è un comune francese di 264 abitanti situato nel dipartimento delle Deux-Sèvres nella regione della Nuova Aquitania.
Nel suo territorio vi sono le sorgenti del fiume Dive du Sud.

## Società

### Evoluzione demografica
Abitanti censiti